# Liste de termes de géomorphologie
Pour un article plus général, voir Geomorphologie.
Cet article recense des termes utilisés en géomorphologie.

## Liste

### Cours d'eau
- Aber
- Arroyo (cours d'eau)
- Banc de sable
- Bassin endoréique
- Bassin versant
- Bayou
- Chute d'eau
- Cours d'eau
- Estavelle
- Étang
- Exsurgence
- Falaise
- Fleuve
- Gorge
- Grotte
- Île fluviale
- Inversac
- Lac
- Lac endoréique
- Lac salé
- Marais
- Marécage
- Méandre
- Oasis
- Oued
- Plage
- Plaine lacustre
- Puits artésien
- Rapides
- Rivière
- Source
- Talweg
- Torrent
- Tufière
- Vallée

### Côtes et océans
- Aber
- Arc volcanique
- Arche naturelle
- Archipel
- Atoll
- Ayre
- Baie
- Banc de sable
- Barre
- Bassin océanique
- Calanque
- Cap
- Chott
- Cordon littoral
- Côte
- Delta sous-marin
- Delta
- Détroit
- Estuaire
- Falaise
- Firth
- Fjord
- Fosse océanique
- Grotte marine
- Île
- Île-barrière
- Isthme
- Lagon
- Lagune
- Loch
- Marais salants
- Mer
- Mer fermée
- Océan
- Péninsule
- Plage surélevée
- Plage
- Plaine abyssale
- Plateau continental
- Plateau océanique
- Plate-forme littorale
- Récif
- Ria
- Sebkha
- Stack
- Terrasse marine
- Tombolo
- Trou souffleur littoral

### Éoliens
- Barkhane
- Dune
- Erg
- Ghourd
- Lœss
- Playa
- Reg
- Sif
- Ventifact
- Yardang

### Érosion
- Abri sous roche
- Arche naturelle
- Aven
- Butte
- Butte-témoin
- Chaos
- Canyon
- Causse
- Cénote
- Crête
- Creuse
- Cuesta
- Doline
- Erg
- Falaise
- Glacis
- Grotte
- Hum
- Inselberg
- Lapiaz
- Mesa
- Météorisation
- Mogote
- Ouvala
- Pédiment
- Poljé
- Ponor
- Talweg
- Tepuy
- Vallée
- Vallée sèche

### Montagnes et glaciers
- Baou
- Bloc erratique
- Chaîne de montagnes
- Cirque
- Combe
- Colline
- Crête
- Crevasse
- Drumlin
- Esker
- Fjord
- Glacier
- Kame
- Kettle
- Massif
- Montagne
- Moraine
- Nunatak
- Pingo
- Reculée
- Roche moutonnée
- Sandur
- Sommet
- Thermokarst
- Vallée du rift
- Vallée

### Volcanisme
- Caldeira
- Cône volcanique
- Cratère volcanique
- Dôme de lave
- Dorsale
- Fosse océanique
- Geyser
- Île volcanique
- Inselberg
- Lac de cratère
- Lac de lave
- Maar
- Plateau volcanique
- Tunnel de lave
- Tuya
- Volcan :
  - Volcan bouclier
  - Volcan de boue
  - Volcan complexe
  - Stratovolcan
  - Supervolcan